# Scaltenigo
Scaltenigo è una frazione del comune di Mirano della città metropolitana di Venezia e conta circa 3 000 abitanti.

## Geografia fisica
Scaltenigo è situato a circa 5 km dal capoluogo comunale, Mirano. Il paese si sviluppa lungo due principali vie di collegamento: la prima, lunga ben 23 km, Strada Provinciale 30, Via Caltana, collega la località di Oriago di Mira (VE) a Campodarsego (PD); la seconda, Strada Provinciale 26, Via Scaltenigo-Ballò, collega il capoluogo, da Via Battisti, fino al centro della cittadina di Dolo (VE). Anche se di rilevanza inferiore, Via Scaltenigo rappresenta anticamente un collegamento dal capoluogo fino alla riviera del Brenta, a Dolo, ove, tramite il fiume Brenta giungevano commercianti con prodotti e merci. Via Caltana rappresentava il collegamento via terra tra Padova e Venezia e Scaltenigo si trova a metà strada in tale tragitto.
Nell'incrocio di queste due direttrici sorge Scaltenigo, ove ancora oggi si possono vedere antichi segnali, sapientemente restaurati e conservati, che ricordano l'antica importanza del centro cittadino come punto di ritrovo o di scambio commerciale. Le vie, esterne, in cui si sviluppa il paese, invece, attorno alle due direttrici principali, sono costruite sulla base del graticolato romano, ovvero caratterizzate da lunghe direttrici esattamente perpendicolari tra loro, formando lotti di terreno esattamente quadrati o rettangolari. Anche queste sono di ampia importanza poiché collegano il centro con numerosi altri centri abitati, quali Canaceo, Zona Industriale Galilei, Campocroce di Mirano, Caltressa, Porara, Formigo, Vetrego e Ballò.

## Corsi d'acqua
A Scaltenigo scorrono alcuni corsi d'acqua: il fiume Lusore, che attraversa appena fuori dal centro del paese; il Cognaro e il Volpino a sud e il Caltressa a nord. Un altro è il Sezenego, considerato uno scolo e utilizzato principalmente per l'irrigazione estiva delle campagne ad est del paese e nel comune di Mira; l'acqua infatti è del fiume Lusore e viene immessa nello scolo tramite una pompa consortile durante l'estate.

## Trasporti
In località Formigo, tra il Cecenègo e il Lusore, è attraversato dal Passante di Mestre.

## Monumenti e luoghi d'interesse
Tra i monumenti nella località di Scaltenigo troviamo:
- La Chiesa Arcipretale e parrocchiale, intitolata alla Cattedra di San Pietro, presenta un ottimo stato di conservazione ed originaria del XIV secolo. Si tratta di una chiesa (pieve) in  stile romanico  a campata unica ed a doppio abside, ampliata solo in epoca moderna con quattro piccoli altari nelle esistenti nicchie di sporgenza laterali.
- Numerosi  capitelli  con sculture e affreschi, intitolati alla vergine Maria. Essi sono posti al delimitare antico del paese o in corrispondenza di confine o incrocio di collegamento e in tutte le direzioni. Verso nord, lungo la provinciale 26, (poco prima del ponte sul canale Caltressa), verso la località Porara (in Via Porara Gidoni), in Via Formigo, verso Marano (in Via Caltana), verso Ballò (al confine, in località Borgo Zucchero, sulla curva stretta della provinciale 26), verso Vetrego (in Via Vetrego (fronte civ.169) 500metri prima del confine con Vetrego), verso Caltana (in corrispondenza dell'incrocio con Via Don Orione) e, non meno importante, in direzione Campocroce, (nell'incrocio tra Via Caltressa principale e Via Caltressa verso Via Canaceo). Una piccola chiesa si trova in Via Accoppè Fratte; È anche essa molto antica e affrescata e si presenta ad oggi in ottimo stato di conservazione.
- Un  monumento ai "Caduti in Guerra"  . Si tratta di un piccolo obelisco a base quadrata, con incisi sulle pareti i nomi dei soldati caduti in entrambi i conflitti mondiali, o dispersi a causa degli stessi. È situato nel giardino a lato sud della chiesa, ove anticamente erano collocate le tombe a terra, in un piccolo cimitero locale. Traccia dell'esistenza dell'antico cimitero è l'attuale conservazione, lungo la facciata sud della chiesa (adiacente al giardino), ed in parte anche nelle pareti est e nord, di antiche lapidi funebri.

## Cultura e sport
Dal 1974 esiste un  Gruppo Sportivo Scaltenigo  di pattinaggio in linea che ha raccolto con i propri atleti notevoli risultati sportivi a livello nazionale che internazionale. Tra gli atleti che hanno origini a Scaltenigo troviamo il pluri-medagliato [Daniel Nero]. 
Altra particolarità di Scaltenigo è che il nome dell'abitato è composto da ben 10 lettere tutte diverse, questa rarissima combinazione non ha precedenti nei comuni limitrofi. 
Le scuole presenti in paese sono : 

- scuola materna e nido  "santa Bernardetta" 

- scuola elementare  "Giosuè Carducci" 

- scuola media  "Leonardo da Vinci"

### Eventi
La chiesa è dedicata alla Cattedra di San Pietro, che si ricorda il 22 febbraio.
Una delle festività più rilevanti del paese si celebra per il giorno dei santi Pietro e Paolo, 29 giugno, in occasione della quale è organizzata la  Sagra dei Santi Pietro e Paolo Apostoli in Scaltenigo . Altri eventi simili sono la "Festa d'Autunno" e la "Festa della Castagna", tra fine settembre e i primi di ottobre.
Ogni anno si svolge la  LUSORE RUNNING , gestita e organizzata dalla associazione “LUSORE SPORT A.S.D.” con il patrocinio del comune di Mirano e della provincia di Venezia, con la collaborazione dell'ente autostrade di Mestre-Venezia, consorzio di bonifica acque risorgive. Il percorso per i veri appassionati di corse e nordic walking. La manifestazione si svolge ogni Settembre. Il fine ultimo è di raccogliere fondi per associazioni, scuole, o strutture che ne abbiano bisogno, oltre al rilancio sportivo della zona di Scaltenigo.

#### Musica
Il gruppo punk rock Veneto, Rumatera, ha dedicato all’omonimo paese una canzone dal titolo “Scaltenigo” contenuta nell’album del 2017 #Ricchissimi.
Nella canzone si descrive il paese e la vita monotona di un piccolo paese di periferia, raccontando la giovinezza è l’adolescenza e una successiva fuga dal paesello da parte del protagonista, e un successivo ritorno all’insegna della nostalgia